# Посольство Беларуси в России
Посольство Республики Беларусь в Российской Федерации (бел. Пасольства Рэспублікі Беларусь у Расійскай Федэрацыі) — дипломатическая миссия Беларуси в России, расположена в Москве в Басманном районе на углу Маросейки и Армянского переулка.
- Адрес посольства: 101990, г. Москва, Центр, ул. Маросейка, д. 17/6. Посольство Республики Беларусь в Российской Федерации (метро «Китай-город»).
- Чрезвычайный и полномочный посол Республики Беларусь в Российской Федерации: Александр Николаевич Рогожник (с 27 июня 2024 года)[1].

Отделения посольства находятся в Екатеринбурге, Калининграде, Ростове-на-Дону, Нижнем Новгороде, Новосибирске, Красноярске, Санкт-Петербурге, Уфе, Хабаровске, Казани, Смоленске.

## История комплекса зданий
Посольство занимает дом П. А. Румянцева-Задунайского (XVIII—XIX век; приписывается М. Ф. Казакову, полностью перестроен в 1860—1880-е годы).
В 1774 году купец М. Р. Хлебников приобретает участок земли, принадлежавший ранее дочери губернского прокурора Ладыженской. Затем он покупает расположенное рядом владение тульского купца Ивана Пастухова, а год спустя, в 1779 году, присоединяет к своим владениям и земельный участок церкви Космы и Дамиана на Маросейке. Большой каменный трёхэтажный дом, построенный Хлебниковым в 1780—1782 годах, соответствует чертежам в альбоме известного архитектора М. Ф. Казакова.
В 1793 году дом был куплен графом Румянцевым-Задунайским — фельдмаршалом, знаменитым полководцем, прославившимся в Семилетней, а затем в Турецкой войнах (1770-е — 1790-е годы). Дом был расписан внутри картинами (позже уничтоженными) сражений русско-турецкой войны, в которых он участвовал, а возле дома был разбит сад. В 1796 году дом перешёл к сыну графа графу Николаю Петровичу Румянцеву (1754—1826), а в 1826 году — другому его сыну графу Сергею Петровичу Румянцеву (1755—1836).
Во второй половине XIX века здание несколько раз перестраивалось. Псевдобарочная отделка здания могла появиться в 60-70-х годах XIX века. К 1886 году здание обрело свой нынешний вид: с окнами по уличному фасаду, доходящими до цоколя, и дверными проёмами, доведёнными до тротуара. Кроме этого, тогда же на месте сада Румянцева (в сторону Армянского переулка) был воздвигнут трёхэтажный каменный корпус с квартирами — комнатами по длинным коридорам, сдаваемыми внаймы. Сейчас здесь располагается гостиница Посольства «Полесье».
После Октябрьской революции здание было национализировано. До 1991 г. в здании располагалось Постоянное представительство Белорусской ССР при Правительстве СССР. После распада Советского Союза и установления дипломатических отношений между Российской Федерацией и Республикой Беларусь постпредство было преобразовано в посольство Беларуси.
В 2015 году было завершено строительство Делового и культурного комплекса посольства Беларуси площадью свыше 15 000 м².

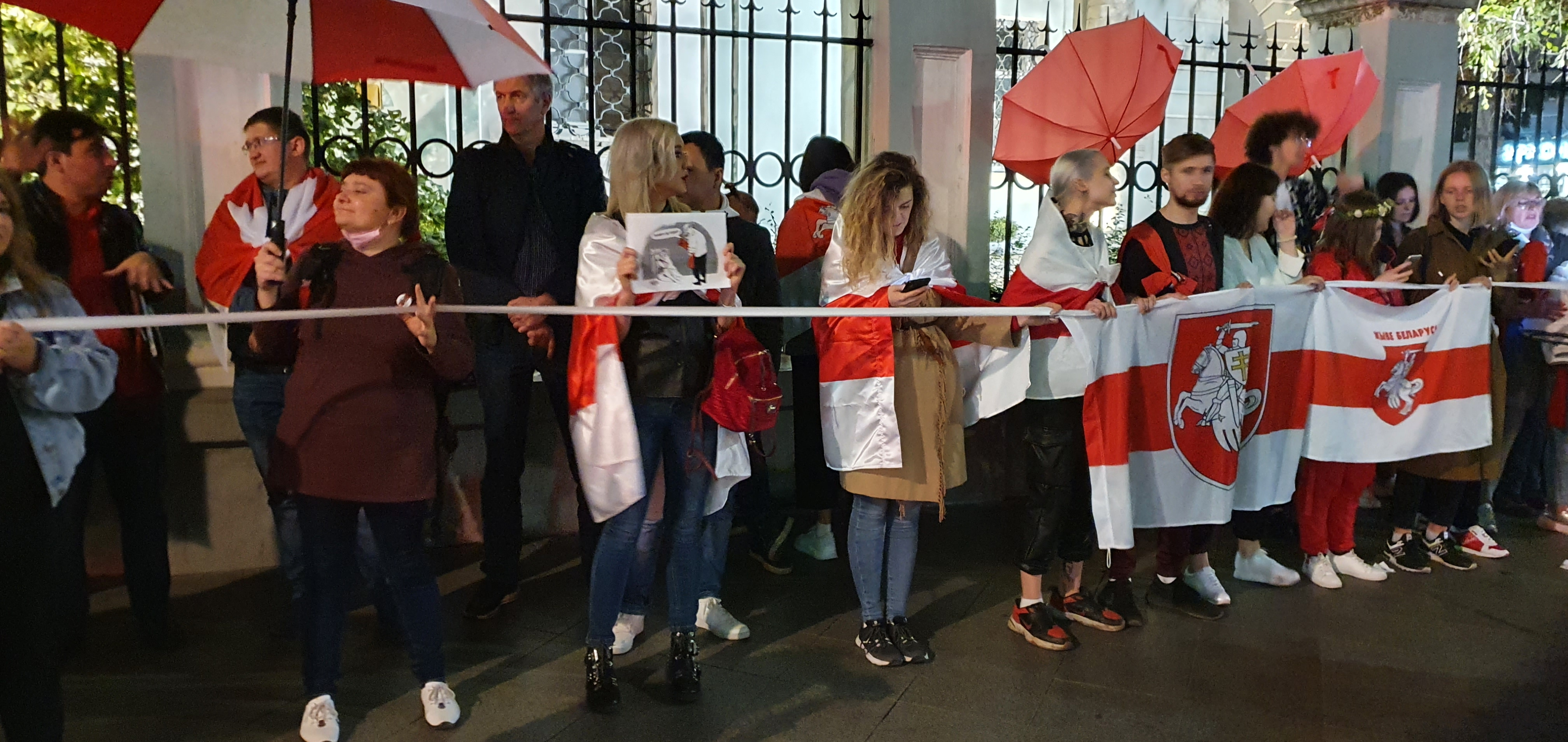
Акция противников Александра Лукашенко перед зданием посольства Беларуси, сентябрь 2020 г.

С 1990-х гг. посольство стало местом проведения акций протеста против режима Александра Лукашенко членами белорусской диаспоры и российскими продемократическими организациями. В 2020 и 2021 гг. перед зданием посольства проходили акции солидарности с массовыми протестами, проходившими в то время в Беларуси.

## Послы Беларуси в России

### Белорусская Народная Республика
- Алесь Бурбис (консул, 1918)[9][10]

### Беларусь
- Виктор Дмитриевич Даниленко (1993—1997)
- Владимир Викторович Григорьев (1997—2006)
- Василий Борисович Долголёв (2006—2011)
- Андрей Владимирович Кобяков (2011—2012)
- Игорь Викторович Петришенко (2012—2018)
- Владимир Ильич Семашко (2018—2022)
- Дмитрий Николаевич Крутой (2022—2024)
- Александр Николаевич Рогожник (2024 — наст. время)